# SS Reliance
El SS Reliance fue transatlántico de vapor alemán, botado en 1914 como Johann Heinrich Burchard para la Hamburg America Line (HAPAG). Junto a su hermano gemelo, el entonces William O'Swald (finalmente Resolute), sirvió bajo banderas alemana, holandesa y estadounidense, cambiando de nombre varias veces. Fue destruido por un incendio en 1938.

## Construcción y primeros años

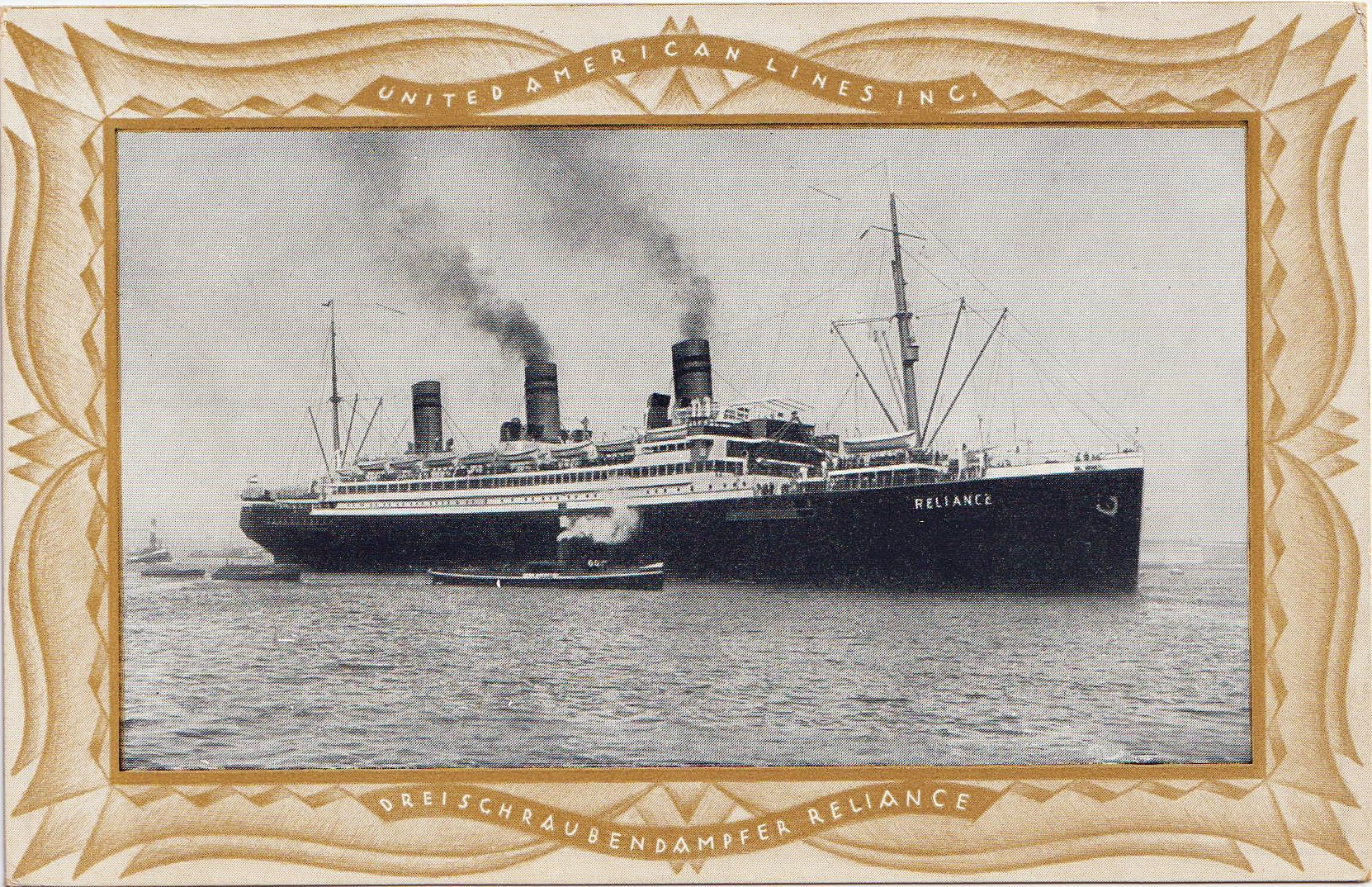
El Reliance con la librea de United American Lines, con sus chimeneas originales.

Al estallido de la Primera Guerra Mundial, en diferentes astilleros alemanes se estaban construyendo tres vapores de unas 20.000 toneladas brutas para el servicio sudamericano de la gigante naviera HAPAG. 
En Stettin, el 20 de diciembre de 1913 fue botado el Admiral von Tirpitz por  AG Vulcan , seguido por el Johann Heinrich Burchard el 10 de febrero de 1914, desde las gradas de J. C. Tecklenborg en Geestemünde y finalmente el William O'swald (gemelo del Burchard) el 30 de marzo de 1914 en los astilleros AG Weser de Bremen. Los tres barcos fueron diseñados para transportar aproximadamente 1.000 pasajeros en clase cabina y otros 1.000 en tercera . Los barcos tenían tres chimeneas y serían utilizados en rutas a Sudamérica junto con los Cap Trafalgar y Cap Polonio de la Hamburg Süd. Sin embargo, al inaugurarse el Canal de Panamá, el Tirpitz fue asignado al servicio en la costa oeste de Estados Unidos.
Sólo el Admiral von Tirpitz (con dos hélices) estaba propulsado únicamente por turbinas de vapor: los otros dos barcos de HAPAG y los dos mencionados de Hamburg Süd contaban con tres hélices, de las cuales las dos exteriores eran accionadas por motores de expansión convencionales, mientras que la central era operada por turbina. Estos cuatro barcos mantuvieron esta maquinaria durante toda su vida operativa, que les impidió alcanzar las velocidades que los diseñadores esperaban.
El Johann Heinrich Burchard fue botado el 10 de febrero de 1914 en el astillero J.C. Tecklenborg en Geestemünde. El barco debía su nombre al antiguo alcalde de Hamburgo, Johann Heinrich Burchard (1852-1912). El 20 de noviembre de 1915 el barco fue terminado durante la Primera Guerra Mundial y entregado a HAPAG. Sin embargo, el barco permaneció atracado en Bremerhaven porque no se llegó a precisar de él para uso militar.

## Como el holandésLimburgia
La compañía hamburguesa, durante la guerra, vendió varios de sus barcos y en junio de 1916 vendió a los gemelos Burchard y O'Swald a los Países Bajos. Serían operados por la Koninklijke Rotterdamsche Lloyd, que los rebautizó respectivamente como Limburgia y Brabantia. 
El antiguo Johann Heinrich Burchard partió de Bremerhaven ya como Limburgia el 3 de febrero de 1920; el viaje fue , al parecer, un viaje de prueba. Sería utilizado en la ruta desde Ámsterdam hasta Argentina. Hasta 1922 siguió habiendo controversia sobre si la venta de este barco y su gemelo durante la guerra era legal según los términos del Tratado de Paz.

## ElReliance: transatlántico estadounidense
En 1922, la KRL vendió cuatro de sus barcos a HAPAG y a la United American Lines (UAL). La HAPAG recibió los barcos más antiguos (construidos en 1909), de poco más de 7.000 toneladas brutas, los Frisia y Hollandia, que rebautizados Holsatia y Hammonia sirvieron en rutas hacia México. Paradójicamente, la UAL (que operaba varios servicios conjuntos con la propia HAPAG) recibió los dos barcos restantes, los Limburgia y Brabantia, rebautizándolos como Reliance y Resolute para la ruta del Atlántico Norte entre Hamburgo y Nueva York. 
El Reliance fue modernizado en Blohm & Voss, modificando su maquinaria para usar gasóleo en lugar de carbón, y modificando su acomodación de pasaje: ahora tenía capacidad para 290 pasajeros en primera clase, 320 en segunda y 400 en tercera. El 2 de mayo de 1922 partió de Hamburgo en su primer viaje bajo bandera estadounidense vía Southampton y Cherburgo hasta Nueva York. 
A partir de 1923, al igual que su hermano el Resolute y el Cleveland, también de la UAL, eludían las regulaciones de la Ley Seca estadounidense, ya que enarbolada la bandera de Panamá. Su último viaje para la naviera estadounidense comenzó el 25 de junio de 1926 en Hamburgo. El 27 de julio, HAPAG rescindió su asociación con la línea americana y al mismo tiempo adquirió sus tres antiguos barcos, para poder volver a operar de forma independiente la ruta del Atlántico Norte.

## ElReliancey elResolute, cruceros de lujo
El 24 de agosto de 1926, el Reliance reanudó el servicio en la ruta Hamburgo-Southampton-Cherburgo-Nueva York como barco de la HAPAG, bajo el mando del comodoro Thomas Kier.  Sin embargo, el servicio de Nueva York ahora estaba operado principalmente por los nuevos barcos de la clase Albert Ballin. 
Con el Reliance y el Resolute, HAPAG intentó aprovechar sus éxitos anteriores a la Primera Guerra Mundial en el negocio de los cruceros de placer. El Reliance inauguró el nuevo programa de cruceros de HAPAG el 18 de diciembre de 1926, con el primero de cinco cruceros a las Indias Occidentales desde Nueva York, que operó hasta marzo de 1927. En julio de 1927, le siguió el primer crucero de 23 días por el norte de Hamburgo hasta Spitsbergen. El Resolute realizó el primer crucero alrededor del mundo de posguerra de HAPAG, de enero a mayo de 1927, y posteriormente también un viaje nórdico. Se realizaron programas similares entre los años 1928 y 1932, y varios cruceros por el Mediterráneo a partir de 1928. 
HAPAG también adquirió el Oceana como crucero, y casi todos los barcos de línea regular de la naviera también realizaron algún crucero puntual. El Reliance fue reformado en mayo de 1930 y en junio de 1931, adaptándose su interior de pasajeros. En 1930, la segunda clase pasó a denominarse clase turista y en 1931 la tercera clase desaparecería. 
Los cambios en el negocio de los cruceros se produjeron tras 1933 y el ascenso del nacionalsocialismo en Alemania. Los crecientes conflictos del gobierno alemán con otras naciones redujeron el número de pasajeros extranjeros y las posibilidades de viajes internacionales. La menor utilización de los buques de línea conllevó a que en 1935, HAPAG vendiera el Resolute, y utilizara el Reliance como un crucero para 500 pasajeros. En agosto de 1935 realizó su último viaje programado entre Hamburgo y Nueva York y en 1936 realizó su primer viaje alrededor del mundo bajo el mando del comodoro Fritz Kruse. 
En 1937, el Reliance fue modernizado nuevamente en Blohm & Voss. Fue reconvertido en buque de dos clases y debería poder acomodar hasta 633 pasajeros en primera clase y 186 en segunda. También cambió su aspecto exterior: sus chimeneas se sustituyeron por otras nuevas, más anchas, sumado a que desde 1934 su casco estaba pintado de blanco. 
Renovado, el barco emprendió una gira mundial de 136 días a partir del 9 de enero de 1938, haciendo escala en 36 puertos.  Este fue su último gran viaje.

## Incendio y final
El 7 de agosto de 1938, el Reliance sufrió graves daños por un incendio, que se sospecha que fue provocado. Fue declarado pérdida total y el 4 de enero de 1940, Krupp lo compró como chatarra. En 1941 sería desguazado en Bremerhaven.